# Matthew Bingley
Matthew Bingley (Sydney, Austràlia, 16 d'agost de 1971) és un exfutbolista australià que jugava com a migcampista. Va disputar 14 partits amb la selecció d'Austràlia.